# Saturnino (nome)
Saturnino  è un nome proprio di persona italiano maschile.

## Varianti
- Ipocoristici: Nino
- Femminili: Saturnina[4]
  - Ipocoristici: Nina

### Varianti in altre lingue
- Asturiano: Zabornin[5]
- Basco: Zadornin[5], Zernin[5]
- Catalano: Sadurní[5]
- Ceco: Saturnin
- Francese: Saturnin, Sernin
- Galiziano: Saturniño[5]
- Greco moderno: Σατουρνίνος (Satourninos)
- Inglese: Saturnin
- Latino: Saturninus[1][2]
  - Femminili: Saturnina[6][7]
- Occitano: Sarnin
- Polacco: Saturnin
- Portoghese: Saturnino[2]
- Russo: Сатурнин (Saturnin)
- Spagnolo: Saturnino[2][5]
  - Femminili: Saturnina[6]

## Origine e diffusione
Deriva dal nome latino Saturninus, un derivato del nome Saturnus. È considerato generalmente come un suo diminutivo, anche se originariamente era una forma aggettivale/patronimica (cioè con il significato di "dedicato a Saturno", "consacrato a Saturno").
Il nome viene talvolta interpretato anche come "malinconico", un significato figurato dovuto alla credenza popolare secondo la quale i nati sotto l'influsso del pianeta Saturno sarebbero soggetti a questo particolare stato d'animo.
Sostenuto dal culto verso numerosi santi, il nome è più usato in Sardegna, anche se in generale gode di scarsa diffusione.

## Onomastico

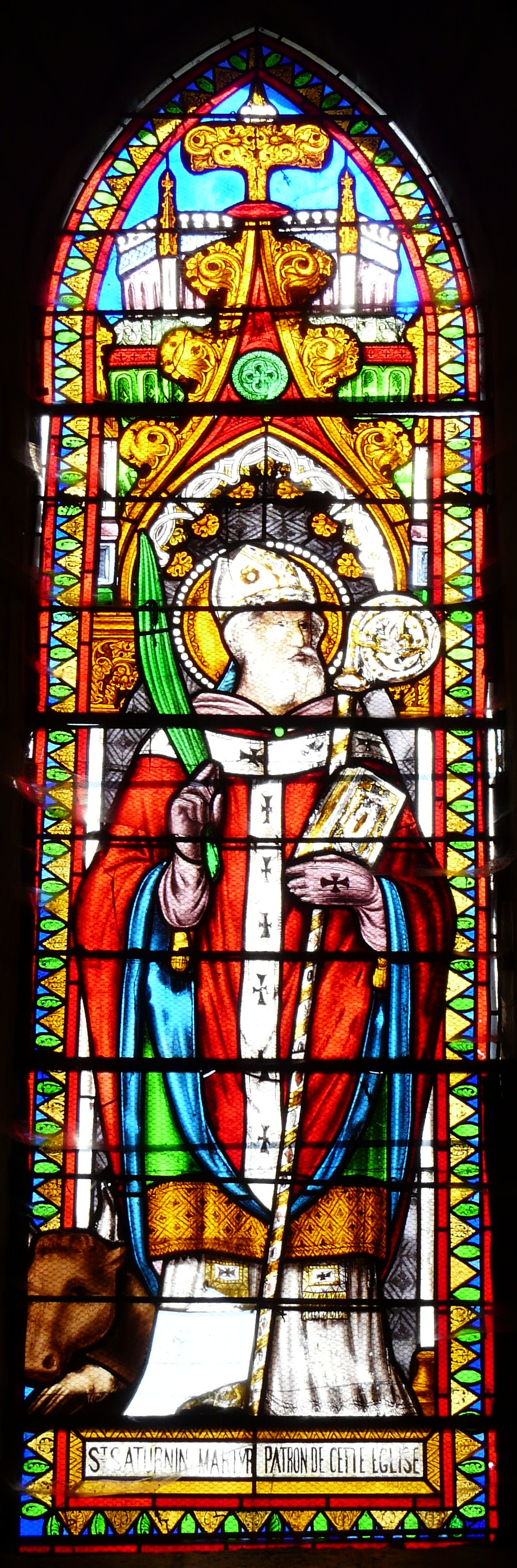
San Saturnino di Tolosa

A differenza del nome Saturno da cui è derivato, che ha avuto poca fortuna fra i primi cristiani, il martirologio romano riporta oltre una ventina di santi chiamati Saturnino. 
Solitamente, l'onomastico si festeggia il 29 novembre, data in cui si commemorano due santi così chiamati: san Saturnino, primo vescovo di Tolosa e martire, e san Saturnino "il Vecchio", martire di Cartagine. Fra gli altri santi con questo nome si ricordano, alle date seguenti:
- 7 marzo, san Saturnino, martire a Cartagine con i compagni Saturo, Revocato e Secondino[10][11]
- 29 marzo, san Saturnino, martire in Africa con i compagni Armogasto e Archinimo[10][11]
- 4 giugno, santa Saturnina, martire in Africa sotto Settimio Severo[12]
- 4 giugno, santa Saturnina, vergine e martire ad Arras[12][13]
- 30 ottobre, san Saturnino, martire a Cagliari sotto Diocleziano[11]
- 23 dicembre, san Saturnino, martire con altri compagni a Gortina sotto Decio[10]
- 31 dicembre, santa Saturnina, martire a Roma insieme a santa Donata e altre compagne[10]

## Persone

### Storia antica
- Saturnino, teologo gnostico del II secolo
- Saturnino, console nel 264
- Saturnino, usurpatore contro Gallieno
- Saturnino, vescovo di Alatri
- Saturnino di Cagliari, santo italiano
- Saturnino di Cartagine, santo romano
- Saturnino di Tolosa, vescovo e santo romano
- Saturnino Secondo Salustio, filosofo e politico romano
- Gaio Senzio Saturnino, politico e generale romano
- Giulio Saturnino, usurpatore romano
- Flavio Saturnino, console romano del 383 a.C.
- Lucio Apuleio Saturnino, politico romano

### Storia moderna
- Saturnino, bassista, compositore e produttore discografico italiano
- Saturnino Arrúa, calciatore e allenatore di calcio paraguaiano
- Saturnino Di Ruscio, politico italiano
- Saturnino Gatti, pittore e scultore italiano
- Saturnino Herrán, pittore messicano
- Saturnino Manfredi, vero nome di Nino Manfredi, attore, regista, sceneggiatore, doppiatore, scrittore e cantante italiano
- Saturnino Martínez, calciatore messicano
- Saturnino Osorio, calciatore salvadoregno
- Saturnino Ribeiro Neto, calciatore brasiliano

## Il nome nelle arti
- Saturnino Farandola è un personaggio del romanzo di Albert Robida Viaggi straordinarissimi di Saturnino Farandola.